# Strychnos panurensis
Strychnos panurensis är en tvåhjärtbladig växtart som beskrevs av Thomas Archibald Sprague och Sandwith. Strychnos panurensis ingår i släktet Strychnos och familjen Loganiaceae. Inga underarter finns listade i Catalogue of Life.